# CfA Redshift Survey

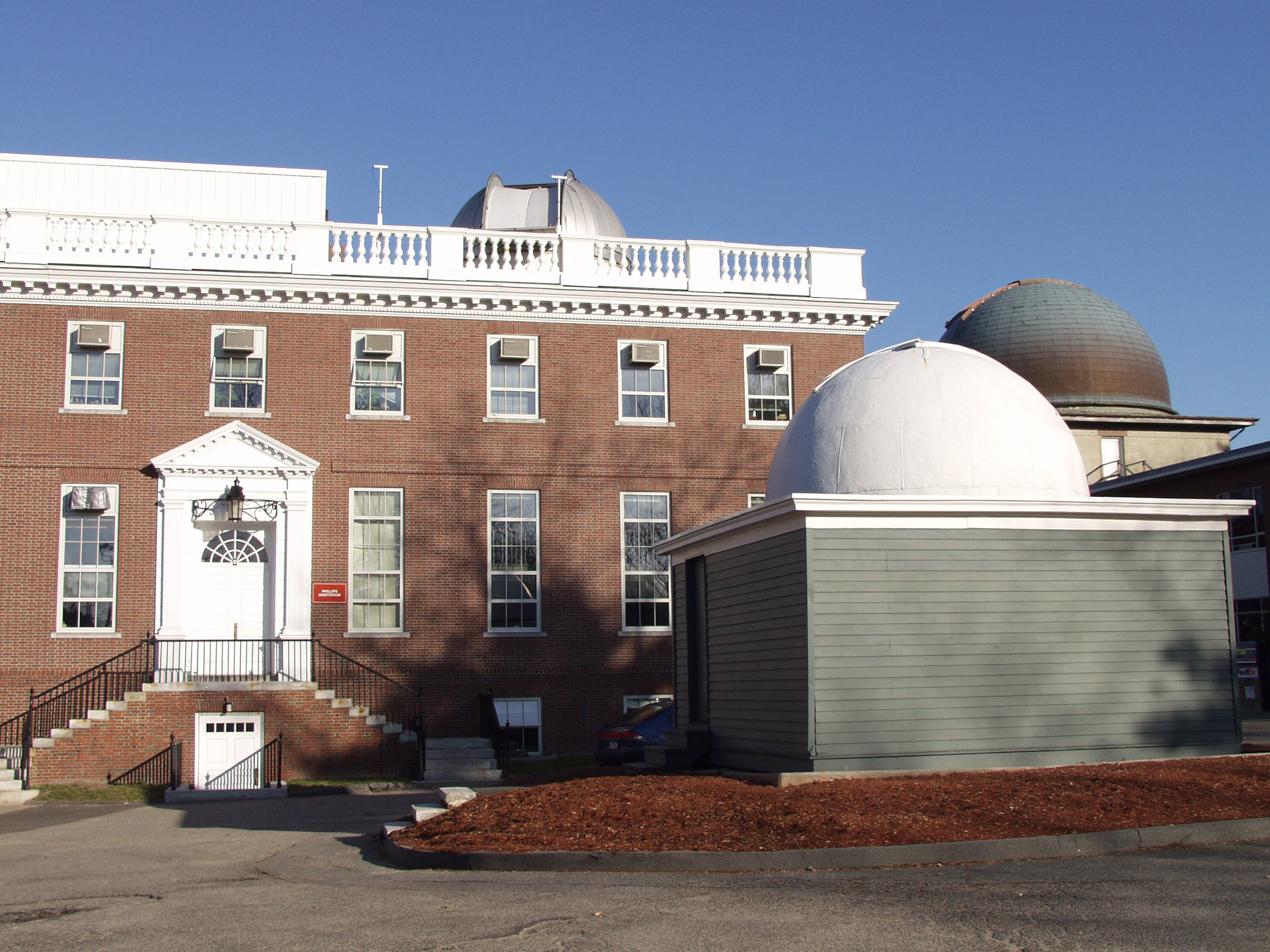
Harvard-Smithsonian Center for Astrophysics, Cambridge (Massachusetts)

La CfA Redshift Survey (rilevamento degli spostamenti verso il rosso  del Center for Astrophysics) è stato il primo tentativo di mappatura a grande scala della struttura dell'universo.
La prima indagine è iniziata nel 1977 con l'obiettivo di calcolare le velocità delle galassie più brillanti dell'universo vicino misurando i loro spostamenti verso il rosso (redshift). Il redshift è l'aumento relativo della lunghezza d'onda emessa da una sorgente luminosa (in questo caso una galassia), che allontanandosi da un osservatore aumenta la propria velocità e della quale, tramite la legge di Hubble, può esserne calcolata la distanza. Avendo a disposizione un congruo numero di dati può essere effettuata una accurata mappa 3D dell'universo. La raccolta dei dati è stata completata nel 1982.
La seconda indagine conoscitiva (CfA2) è stata effettuata nel 1985 dagli astronomi John Huchra e Margaret Geller misurando i redshift di 18.000 galassie luminose nell'emisfero boreale. I dati di questa seconda campagna hanno evidenziato che le galassie non sono distribuite in modo uniforme, ma raggruppate su superfici sferiche dette vuoti. Nel 1989 è stata scoperta la Grande Muraglia, un superammasso di galassie circondato da vuoti la cui dimensione si è rilevata molto più grande di quanto potrebbe essere se prodotto a causa di collassi gravitazionali. A seguito di questa campagna ha preso corpo la teoria che i superammassi galattici siano conseguenze di fluttuazioni quantistiche prodottesi all'epoca inflazionaria dell'universo.